# Fulica alai
Fulica alai là một loài chim trong họ Rallidae.

## Hình ảnh

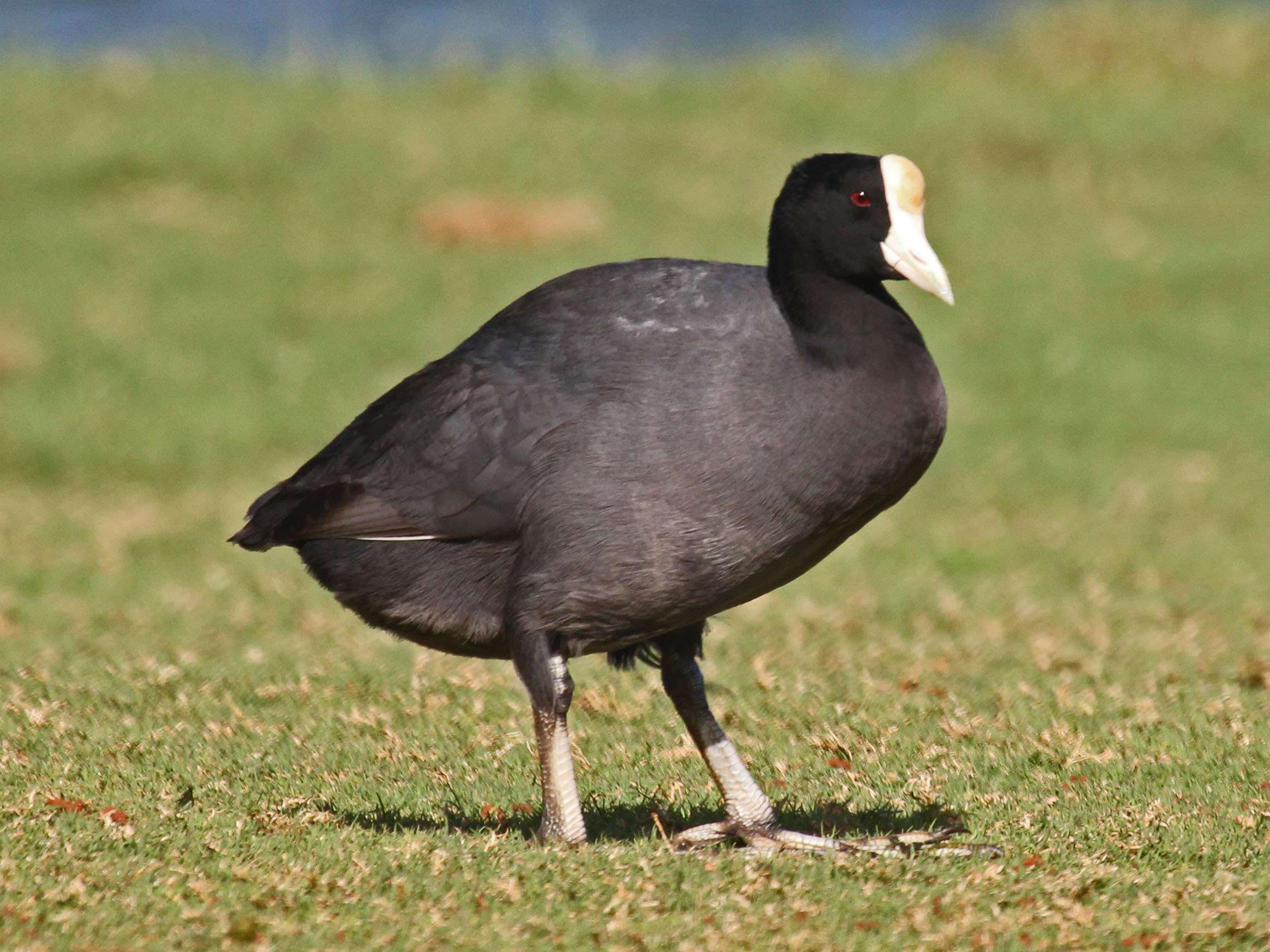
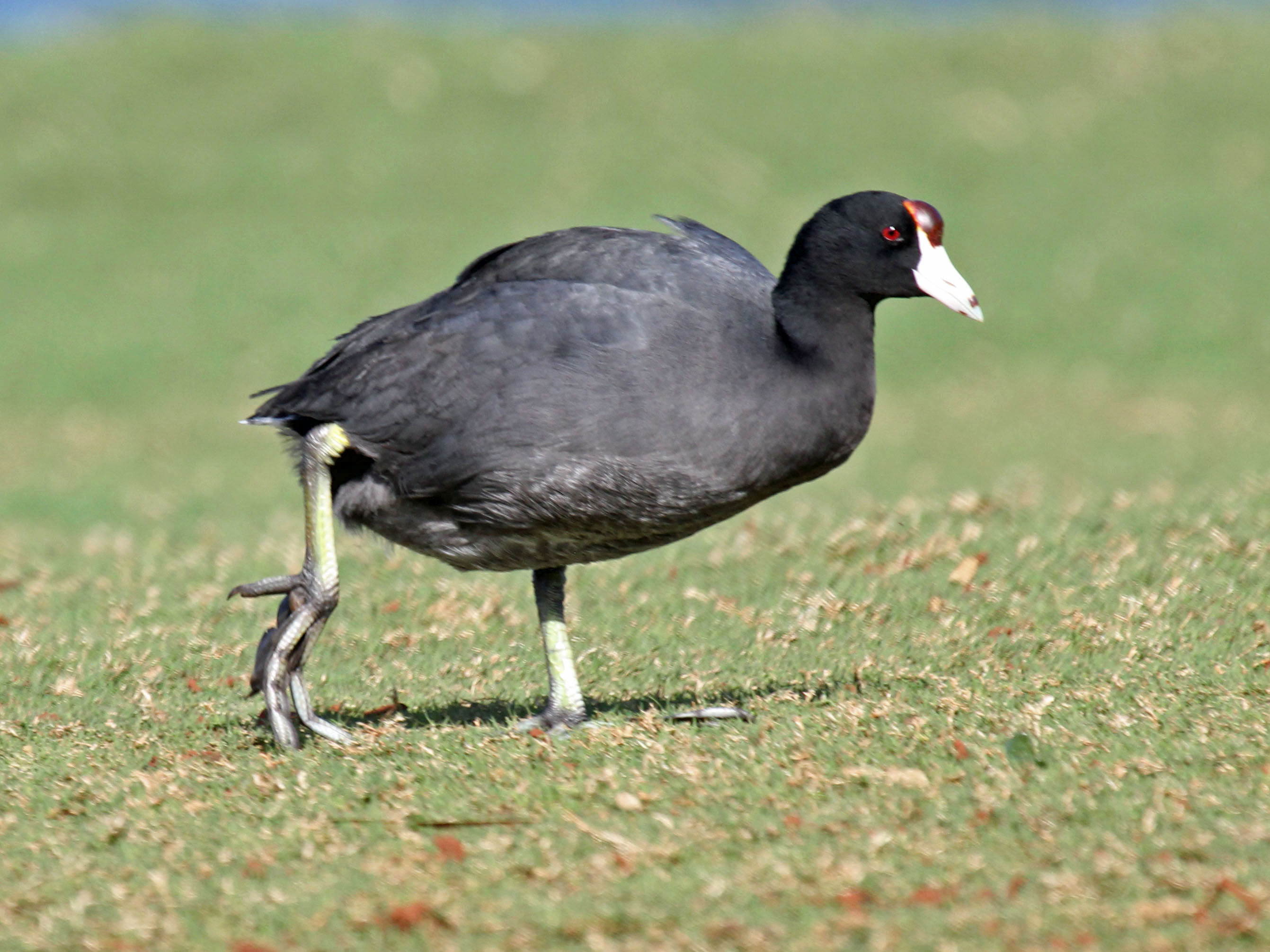